# Шевякино
Шевякино (укр. Шев'якине) — село,
Павловский сельский совет,
Васильковский район,
Днепропетровская область,
Украина.
Код КОАТУУ — 1220787715. Население по переписи 2001 года составляло 198 человек.

## Географическое положение
Село Шевякино находится на левом берегу реки Соломчина, которая через 3 км впадает в реку Верхняя Терса,
выше по течению на расстоянии в 1,5 км расположено село Червоная Долина.
Река в этом месте пересыхает.
Рядом проходит железная дорога, станция Платформа 283 км в 1,5 км.

## Объекты социальной сферы
- Профессионально-техническое училище № 74.